# Allamanda schottii
Espèce
Allamanda schottii est une espèce de plantes à fleurs de la famille des Apocynaceae originaire du Brésil.

## Description
C'est un arbuste de 2 m de haut.
Comme plante ornementale, il ne supporte pas le gel.